# Kandó Kálmán Műszaki Főiskola
A Kandó Kálmán Műszaki Főiskola főiskolai szintű, műszaki mérnöki képzést biztosított. 2001-ben olvadt be a Budapesti Műszaki Főiskola, majd később az Óbudai Egyetem karai közé.

## Megalakulása
A Magyar Királyi Állami Mechanikai és Órásipari Szakiskolát 1898-ban hozta létre az akkori kereskedelemügyi miniszter, négyéves oktatási idővel, melynek keretei között még a hároméves Órásipari Tanonciskola is működött. Első igazgatója Szegedi Árpád okleveles gépészmérnök volt. Ebben az időben 20 szakiskolai és 57 tanonc járt az intézménybe. 1901-ben költözött be a Pártos Gyula építész tervei alapján készült Tavaszmező utca 15. szám alatti épületbe, melyben megszűnéséig üzemelt.
1920-ban az iskola neve Magyar Királyi Állami Mechanikai és Elektromosipari Szakiskolára változott, jelezve az egyre erősödő elektrotechnikai irányt. 1924-től 1949-ig Vigh Bertalan volt az igazgató, akinek irányítása alatt az iskola megőrizte a már megszerzett jó hírnevét; a háború utáni nehéz időkben az intézmény eszközeit maga állította elő.
1924-től a képzési időt 3 évre csökkentették, de mivel ez nem vált be, további változásokat hajtottak végre 1927 és 1933 között, melynek végén a 3+2 éves szakoktatási rendszer Magyarországon egyedülállóként volt elérhető. Szintén 1927-től indult az esti villamosipari felnőttképzés, ami 2 év előtanfolyamból és 2 év szaktanfolyamból állt, mely az ország első felnőttek számára indított esti tagozata volt.
A Tavaszmező utcai épületet 1937-ben bővítették.
1940-ben alakult az intézményen belüli Magyar Királyi Rendőrségi Rádióműszerész Szakiskola 3 éves tanulmányi idővel, mely 1945-ig működött, és a rendőrség számára képzett műszaki munkaerőt.
Nagy jelentőségű változást hozott az 1941-es év, amikor a közoktatásügyi miniszter rendeletére megindult a villamosipari képzés, és az intézmény a Magyar Királyi Állami Kandó Kálmán Villamosipari Középiskola nevet kapta, Kandó Kálmán, a nagyvasúti villamos vontatás feltalálójának tiszteletére. Ebben az évben jött létre az erősáramú, gyengeáramú villamosipari és műszerészipari osztály. A főiskolai rang elnyerését a háború eseményei akadályozták meg.
1945-től az intézmény neve rendszeresen változott, az oktatási rendszerben való helyét keresve.

## Kandó Kálmán Híradás- és Műszeripari Technikum
Elnevezése 1955-től Kandó Kálmán Híradás- és Műszeripari Technikum, feladata a híradásipari, optikai és műszerészipari technikusok képzése, nappali és esti, 4 éves évfolyamokon. 1957-re a nagy érdeklődés miatt tízszeres túljelentkezés volt, így szigorú felvételi vizsga segített a jelentkezők közötti válogatásban.
Igazgatója ebben az időben dr. Izsák Miklós okleveles gépészmérnök volt.
1950-ben törvényerejű rendelet intézkedett egységes technikumi rendszer megteremtéséről. Gépipari oktatási intézmények alakultak villamosiparivá, és új iskolák is létesültek. Óbudán, a Nagyszombat utca 19-ben így jött létre a később Bláthy Ottó Erősáramú Ipari Technikum nevet kapott középiskola, a XIII. kerületi Üteg utcában pedig a Villamosenergiaipari Technikum. Említésük azért szükséges, mert később mind a kettő beolvadt a létrejövő műszaki főiskolába.
A hatvanas évek elején az a (később átmenetinek bizonyult) elképzelés alakult ki a szakképzés rendszeréről, hogy a technikumi oktatást felsőfokúvá kell átszervezni, a középfokú technikumok kifutó rendszerben történő megszüntetésével. (A középfokú technikusok oktatását a megfelelő irányú szakközépiskolák elvégzését követő egy éves képzéssel tervezték megvalósítani.) 1962 májusában kormányrendelet született a felsőfokú technikumok létrehozásáról. Ennek következtében jött létre három új intézmény Budapesten. A Felsőfokú Híradás- és Műszeripari Technikum (a Kandó mellett), a Felsőfokú Villamosgépipari Technikum (a Bláthynál) és a Felsőfokú Villamosenergiaipari Technikum (az Üteg utcában).
A Kandóban 1962-ben indult felsőfokú technikumi esti tagozat, 7 féléves képzéssel, híradás-, műszeripari és automatika szakon. A következő két évben pedig a 6 féléves nappali tagozatot is elindították, ugyanezeken a szakokon.
Az új intézmények a középfokú technikumokkal egy épületben, közös igazgatással, de önálló tantestülettel működtek. Az oktatás egyre inkább főiskolai jelleget öltött: nem voltak közismereti tantárgyak, az elméleti és gyakorlati órák külön zajlottak, és a hallgató féléves vizsgákon adtak számot tudásukról. A Felsőfokú
Technikum (és így a középfokú tagintézmény) igazgatója 1962-1964-ig Horváth János szakmérnök, 1964-1969-ig Dr. Balkányi György okleveles villamosmérnök volt.
A középfokú technikumi forma 1969-ig létezett, akkor végleg megszűnt. (A Kandó Technikum utolsó teljes évfolyama 1968-ban, az utolsó, egyetlen osztály 1969-ben végzett.)

## Főiskolai képzés
1969. március 4-én jelent meg a Magyar Népköztársaság Elnöki Tanácsának 1969. évi 6. számú törvényerejű rendelete a Kandó Kálmán Villamosipari Műszaki Főiskola létesítéséről.
A Főiskola feladatai között volt:
- híradásipari berendezés- és készülékgyártásra,
- műszeripari és automatika berendezések és elemek gyártására,
- híradásipari alkatrészgyártásra,
- villamosgép és készülékek gyártására, üzemeltetésére és karbantartására,
- szabályozott hajtású berendezések és vezérlők gyártására és üzemeltetésére alkalmas szakemberek képzése.

A főiskola gyengeáramú és erősáramú karokra tagozódott, nappali, esti és levelező tagozatokkal. A nappali 3, az esti és a levelező tagozat 4 éves volt.
1970 szeptemberétől a kihelyezett székesfehérvári tagozaton híradástechnikai, majd 1971-től számítástechnikai és számítógép-gyártási profillal folyt képzés.
A műszaki tanár szakok 1971-ben indultak 4 éves képzési idővel.
1990-ben az átszervezések következményeként megalakult a Társadalomtudományi Intézet, mely 1993-tól Gazdaság- és Társadalomtudományi Intézet néven működött.

## Kandó Kálmán Műszaki Főiskola
1991-ben az intézmény neve Kandó Kálmán Műszaki Főiskolára változott. 1992-ben az intézmények nevein is módosításokat hajtottak végre, melynek eredményeképp a józsefvárosi intézetek az alábbiak lettek:
- Híradástechnika Intézet (HTI),
- Mikroelektronikai és Technológiai Intézet (MTI),
- Műszertechnikai és Automatizálási Intézet (MAI),
- Gazdaság- és Társadalomtudományi Intézet (GTI),
- Nyelvi Lektorátus (NyL),
- Tanárképző Tanszék (TT).
- valamint a Matematikai és Számítástechnikai Intézet „Matematikai Csoport” részlege.

Az Óbudai telephelyen lévő intézetek:
- Automatika Intézet (AI),
- Matematikai és Számítástechnikai Intézet (MSZI),
- Villamosenergetikai Intézet (VEI).

Székesfehérváron pedig a
- Számítógéptechnikai Intézet

működött.
1993-ban indult a Bánki Donát Műszaki Főiskolával és a Nottingham Trent University-vel közös integrált gépész-, villamosmérnök szak angol nyelven, 1994-ben pedig a műszaki menedzser szak 7 féléves képzéssel.

## Megszűnése
2000. január 1-jétől az intézmény integrálódott a Bánki Donát, valamint a Könnyűipari Műszaki Főiskolával, és Budapesti Műszaki Főiskola néven egyesültek. Az intézmény 2010. január 1. óta Óbudai Egyetem néven folytatja tevékenységét, amelyen belül működik a Kandó Kálmán Villamosmérnöki Kar (KVK)

## Képtár

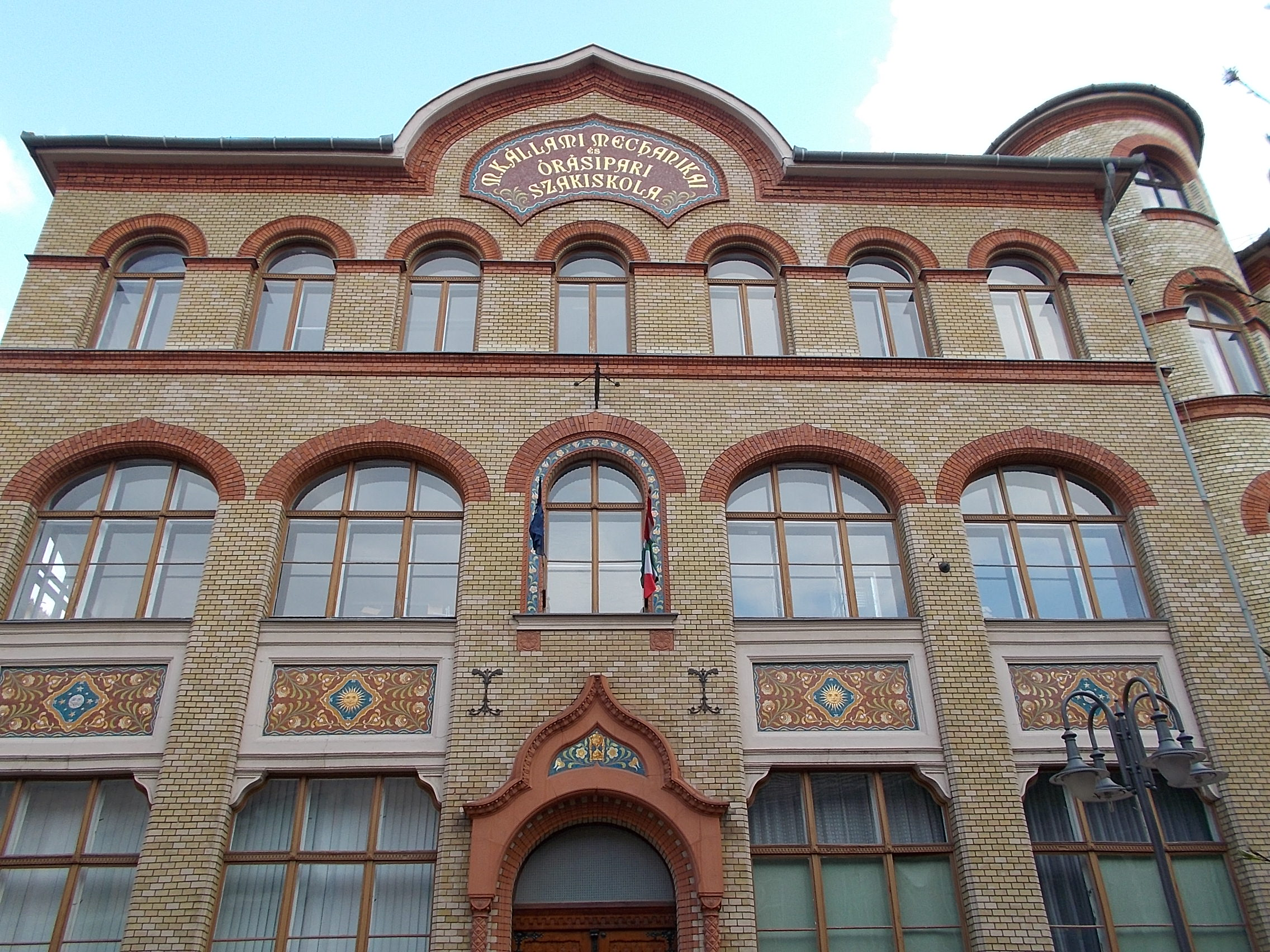
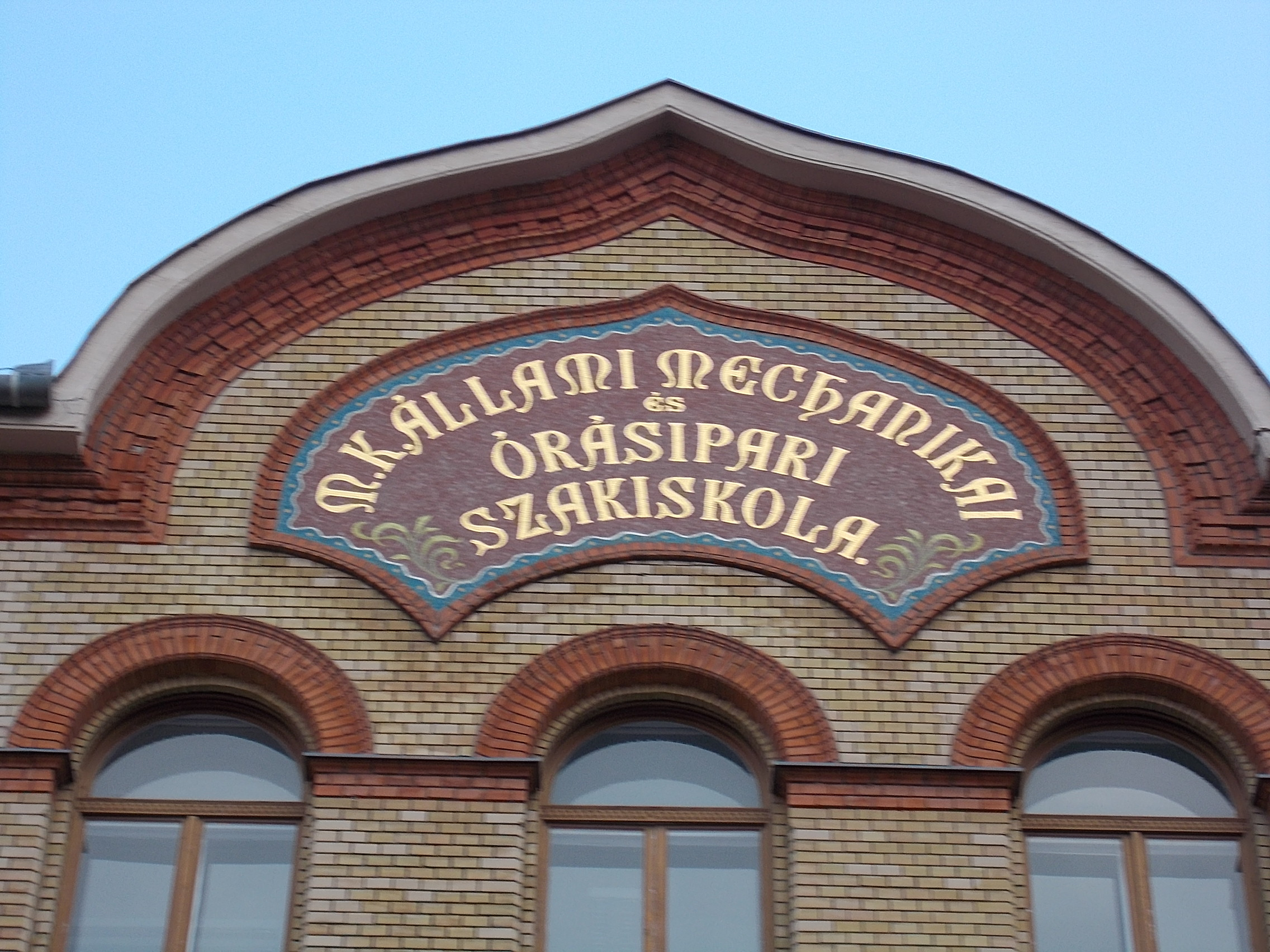
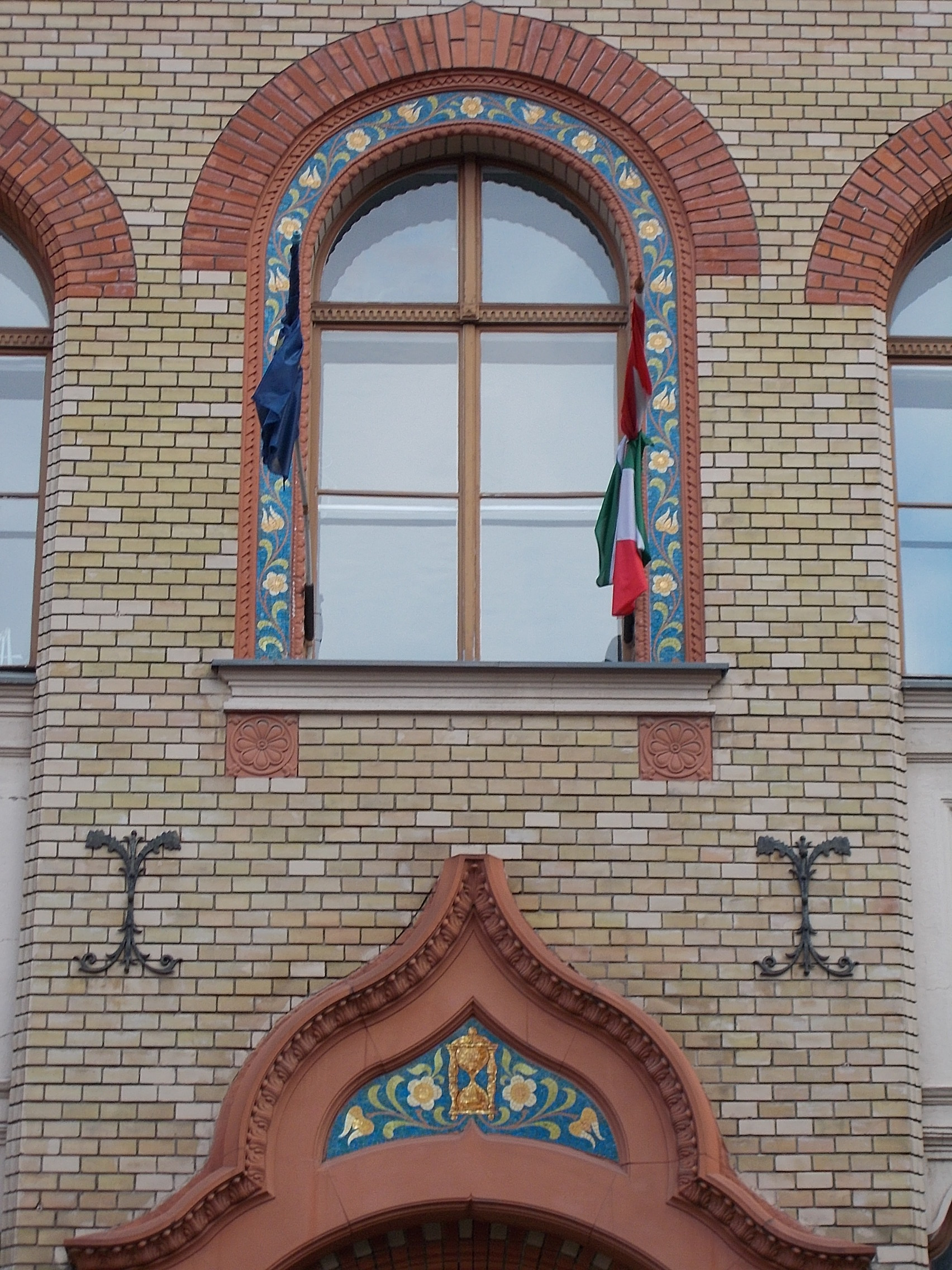
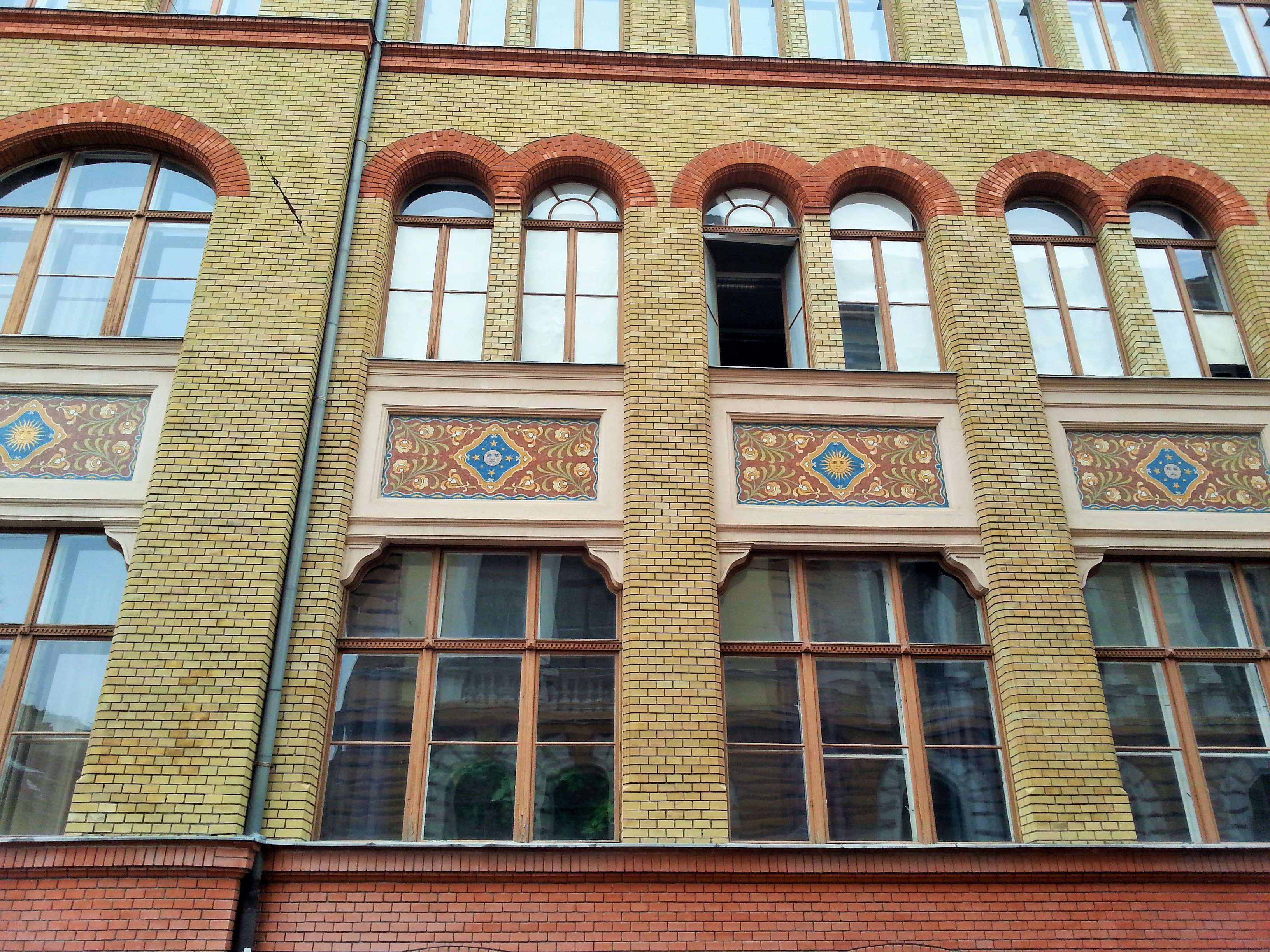
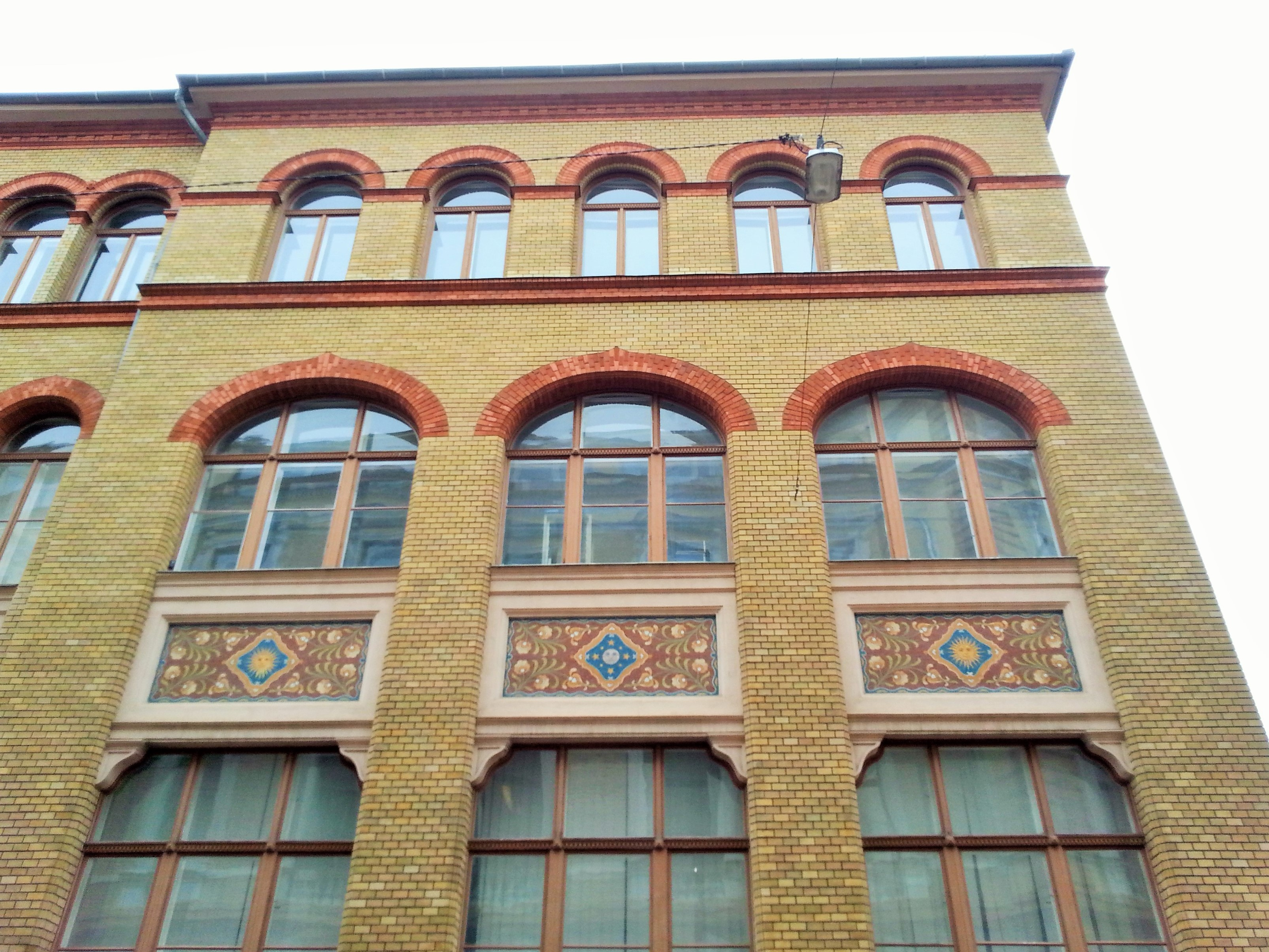
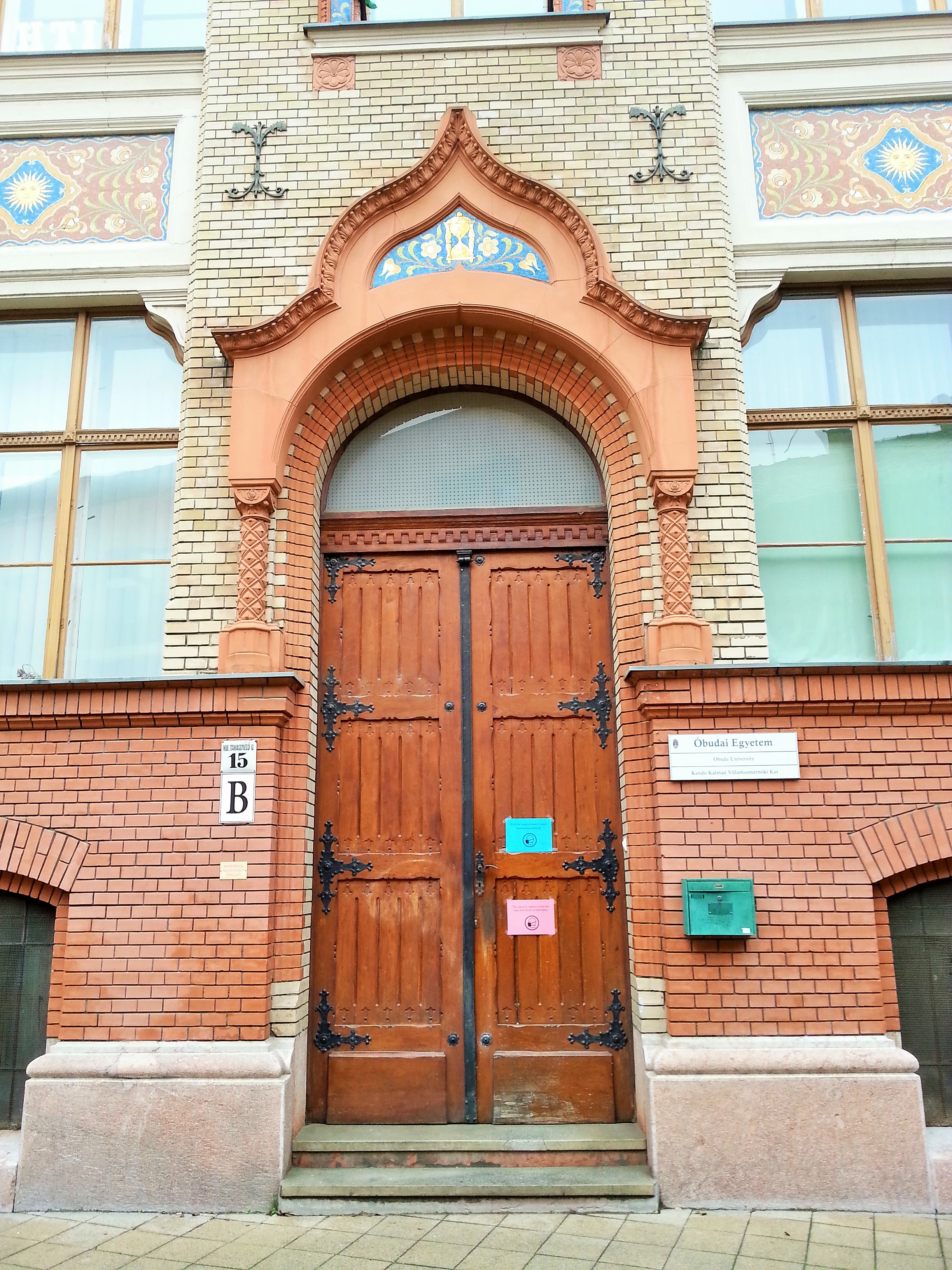
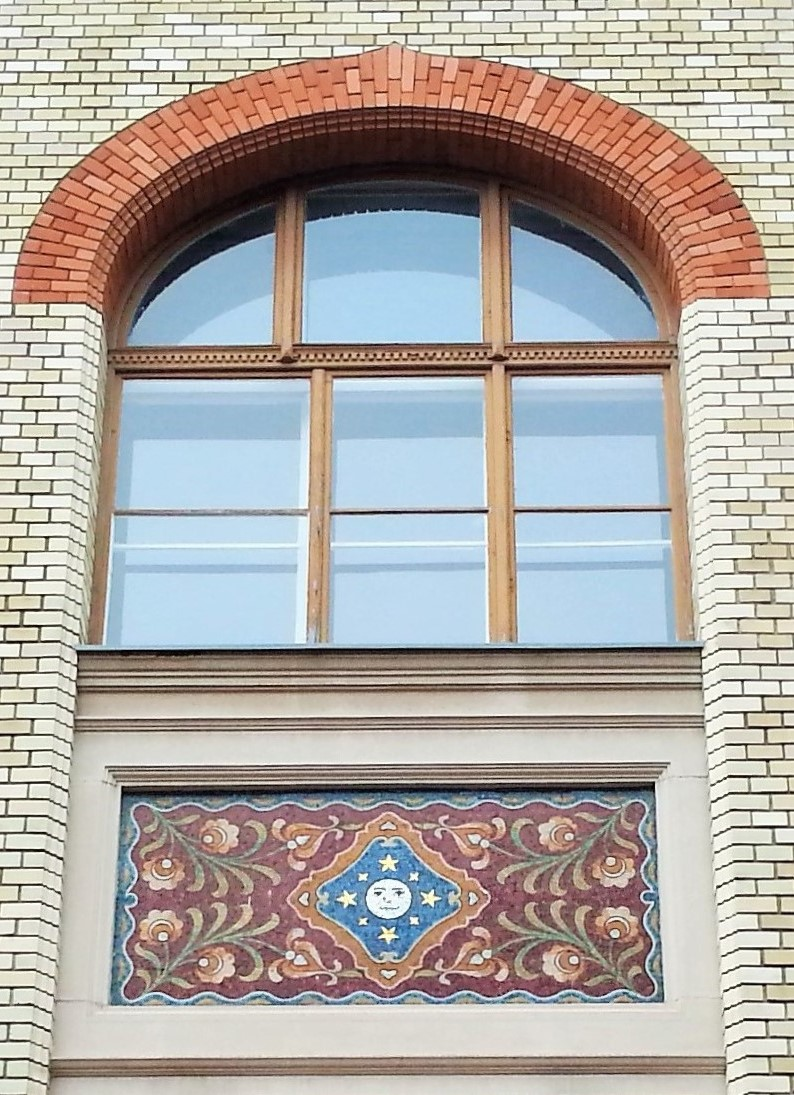
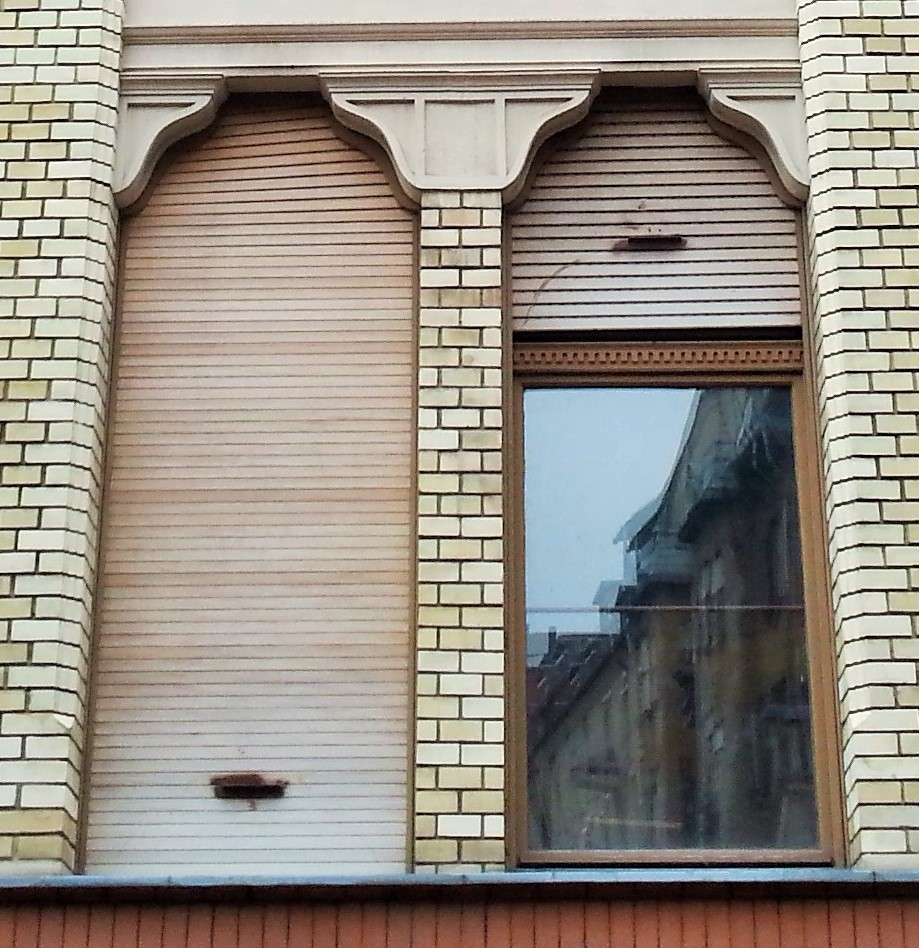
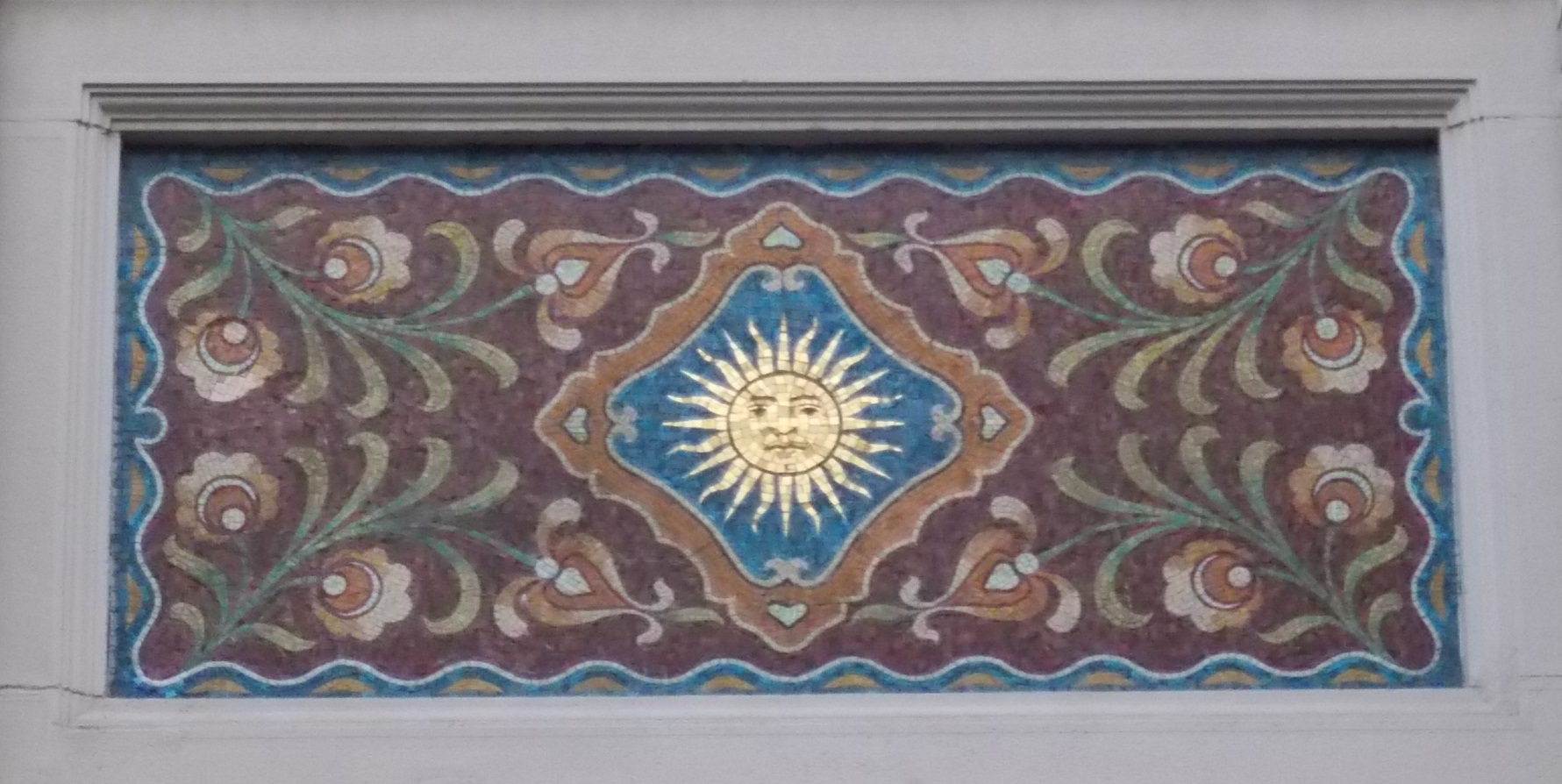